# Ablabesmyia metica
Ablabesmyia metica är en tvåvingeart som beskrevs av Roback 1983. Ablabesmyia metica ingår i släktet Ablabesmyia och familjen fjädermyggor.
Artens utbredningsområde är Colombia. Inga underarter finns listade i Catalogue of Life.